# Саркольский сельский округ
Саркольский  сельский округ (каз. Сарыкөл ауылдық округі) — административно-территориальное образование в Темирском районе Актюбинской области.

## Населённые пункты
В состав Саркольского сельского округа входят четыре населённых пункта: посёлок Шубарши (3736 жителей), село Сарколь (1147 жителей), село Кумсай (391 житель), село Копа (297 жителей).

## История
В 2011 году село Кенкияк и территория с общей площадью 295,32 км² были выделены из состава поселковой администрации для образования нового Кенкиякского сельского округа. Одновременно с этим территория, площадью 144 км² , была передана поселковой администрации из состава Саркольского сельского округа, в соответствии с решением маслихата Актюбинской области от 12 октября 2011 года за № 414 и постановлением акимата Актюбинской области от 12 октября 2011 года.
В 2019 году в состав Саркольского сельского округа была включена территория упразднённого Шубаршийского сельского округа, а административный центр сельского округа был перенесён из села Сарколь в посёлок Шубарши.

## Населения

### Динамика численности
| Численность населения | Численность населения | Численность населения |
| 1989                  | 1999                  | 2009                  |
| --------------------- | --------------------- | --------------------- |
| 9306                  | ↘5463                 | ↗5571                 |

### Численность населения[4][5][1][6]
| № | Населённый пункт | Перепись населения 1989 | Перепись населения 1999 | Перепись населения 2009 |
| - | ---------------- | ----------------------- | ----------------------- | ----------------------- |
| 1 | п. Шубарши       | 7714                    | 3590                    | 3736                    |
| 2 | с. Сарколь       | 705                     | 1083                    | 1147                    |
| 3 | с. Кумсай        | 457                     | 421                     | 391                     |
| 4 | с. Копа          | 430                     | 369                     | 297                     |
|   | Всего            | 9306                    | 5463                    | 5571                    |